# Grabenkarspitze
Die Grabenkarspitze ist ein 2471 m ü. A. hoher Berg im Karwendel in Tirol. Sie befindet sich im östlichen Teil der Nördlichen Karwendelkette unweit des Karwendelhauses. Die Erstbesteigung erfolgte durch Hermann von Barth im Jahr 1870.
Der Gipfel ist in einer teilweise weglosen und alpine Erfahrung voraussetzenden Bergtour vom Karwendelhaus (1771 m ü. A.) in 2,5 Stunden erreichbar. Die Gesamtgehzeit von den nächsten Talorten beträgt 7 Stunden von Scharnitz bzw. 6 Stunden von Hinterriß über den Kleinen Ahornboden. Daher wird meist eine Zweitagestour mit Übernachtung im Karwendelhaus bevorzugt.
Der Aufstieg erfolgt vom Karwendelhaus über Hochalmsattel und Lackenkar sowie den Ost- oder Südgrat (Schwierigkeit I).
Im Frühjahr vom Karwendelhaus auch als Skitour mit Steilabfahrt möglich.